# Le Jeu de trois
Le Jeu de trois est le 5e album de la série de bande dessinée Jérôme K. Jérôme Bloche d’Alain Dodier et Pierre Makyo. L'ouvrage est publié en 1987.

## Synopsis
« Un jeu stupide, comme on peut en imaginer quand on a vingt ans. Le cadre: un collège londonien. Les protagonistes: des étudiants de bonne famille. Principe: quand l'un des participants tombe amoureux d'une fille, un deuxième larron se donne une semaine pour la séduire. Mais quand cette fille se trouve être la mère de Jérôme K. Jérôme Bloche, ce "jeu de trois" prend des allures de drame antique. » 
(4e page de couverture)